# Kolva
El Kolva - Колва (rus) - és un riu de Rússia, afluent per la dreta del Víxera, sub-afluent del riu Kama. Passa pel krai de Perm.

## Geografia
Té una llargària de 460 km i una conca de més de 13.500 km². Neix a la muntanya de Kolviski Kamen (a 575 m), a l'extrem nord-est del krai de Perm, als vessants occidentals dels Urals, prop del límit amb la República de Komi.
El Kolva roman sota el gel des de començaments de novembre fins a finals d'abril i començaments de maig. El seu règim és principalment nival. És navegable en els seus últims 240 km. Desemboca al Víxera una mica més avall de Txerdin.
Els seus afluents principals són el Beriózovaia (per l'esquerra) i el Víxerka (per la dreta).
/